# Drapelul Indiei

Drapelul naţional al Indiei
Proporție: 2:3

Drapelul național al Indiei în forma sa curentă a fost adoptat în timpul unei întâlniri ad hoc a Adunării Constituente pe 22 iulie 1947, douăzeci și patru de zile înaintea independenței Indiei (15 august 1947). A fost folosit ca drapel național al Dominionului Indian între 15 august 1947 și 26 ianuarie 1950 iar mai apoi ca drapel național al Republicii India. În India, termenul „tricolor” (Tirangā) se referă aproape universal la drapelul național al Indiei.
Drapelul, adoptat în 1947, are la bază drapelul Congresului Național Indian, după un design de Pingali Venkayya. Este un tricolor orizontal, de culoare portocalie („șofran adânc”) în partea superioară, alb în centru, și verde în partea inferioară. În centru, se găsește o roată bleumarin cu 24 de spițe, numită Ashoka Chakra, luată de pe coloana Asoka de la Sarnath. Diametrul acestei Chakra este egal cu trei pătrimi din înaltimea benzii albe. Raportul dintre lățimea și lungimea drapelului este 2:3. Tricolorul are și rol de drapel de război al Armatei Indiene, fiind arborat zilnic în unitățile militare.